# Pierre Levegh
Pas d'image ? Cliquez ici
Pierre Eugène Alfred Bouillin, connu sous le nom de Pierre Levegh, né le 22 décembre 1905 à Paris et mort le 11 juin 1955 au Mans au volant de sa Mercedes dans la catastrophe des 24 Heures du Mans qui fait plus de 80 morts dans le public, est un pilote automobile français. Il est enterré au cimetière du Père-Lachaise dans un caveau partagé avec son oncle, également pilote, Alfred Velghe.

## Biographie
Sportif reconnu pour ses qualités dans diverses disciplines dont le hockey sur glace, le tennis ou encore la voile, Pierre Bouillin débute en sport automobile en 1937, à 32 ans. En hommage à son oncle Alfred Velghe, pilote automobile de la fin du XIXe siècle qui courait sous l'anagramme « Levegh », Bouillin décide de reprendre son pseudonyme. Avant que la guerre n'éclate, il se forge une réputation au niveau national dans des épreuves de type « sport », ainsi qu'en Grand Prix.
À la fin de la guerre, Pierre Levegh reprend sa carrière au volant de voitures Talbot. Il se classe deuxième en 1946 aux Grand Prix de Belgique, de Nantes et des Trois Villes du Nord (entre Lille, Roubaix et Tourcoing), grâce à son ancienne Talbot T150C. Il participe ensuite à plusieurs Grands Prix du nouveau championnat du monde de Formule 1, en 1950 et 1951.

### Le Mans 1952
Il se distingue surtout en catégorie « sport », notamment à l'occasion des 24 Heures du Mans 1952 où il parvient, en solitaire (à l'époque, le nombre d'heures au volant n'était pas limité), à bord d'une Talbot-Lago T26 GS Spider, à dominer les Mercedes. Il refuse de laisser sa voiture à son copilote René Marchand car il se sent capable de l'amener au bout mais, dans la dernière heure de course, alors qu'il a quatre tours d'avance sur son plus proche poursuivant, une casse moteur le prive de la victoire. Il rentre à pied au stand après avoir roulé en solitaire pendant 22 h 40 min. Si l'hypothèse d'une erreur de rapport due à la fatigue est avancée, Levegh s'attire la sympathie du public qui voit là l'exploit d'un homme malchanceux.

### Saison 1953-1954
Il court encore en 1953 au volant d'une Talbot-Lago T26 GS et termine huitième des 24 Heures du Mans. En 1954, toujours avec le même modèle de Talbot-Lago, il abandonne après avoir été impliqué dans un accident à la septième heure des 24 Heures du Mans.
Sa notoriété passe les frontières et Mercedes lui propose de rejoindre l'écurie l'année suivante au volant d'une Mercedes-Benz 300 SLR.

### Accident des 24 Heures du Mans 1955

Schéma de l'accident des 24 Heures du Mans 1955.

Pour l'édition 1955 des 24 Heures du Mans, Levegh est incorporé par Alfred Neubauer à l'équipe officielle Daimler-Benz, pour piloter une Mercedes 300 SLR, en équipage avec John Fitch. Dans la troisième heure de course, Levegh concède un tour au leader Mike Hawthorn (Jaguar Racing), alors engagé dans une intense bataille avec Juan Manuel Fangio (Daimler-Benz) pour la victoire finale, aucun des deux ne veut concéder le moindre mètre à l'adversaire.
À l'entame de la ligne droite des stands, le trio rejoint l'Austin-Healey de Lance Macklin, sensiblement plus lente. Levegh lève le bras avant le virage pour prévenir Fangio que la piste n'est pas libre. Hawthorn est le premier à doubler Macklin mais il se rabat immédiatement pour pénétrer dans la voie des stands. Surpris par la manœuvre qui s'apparente à une « queue de poisson », Macklin freine très fort et semble perdre le contrôle de son Austin qui fait un écart à gauche, surprenant Levegh qui arrive à pleine vitesse (la vitesse de la voiture de Macklin a été estimée à 180 km/h alors que la Mercedes de Levegh arrivait à plus de 250 km/h).
Le pilote français freine (des traces au sol sont relevées), lève le bras pour avertir ses  concurrents mais ne parvient pas à éviter Macklin. Sa Mercedes percute l'arrière-gauche de l'Austin et décolle avant de s'écraser et d'exploser sur le muret qui sépare la piste des tribunes.
Levegh est tué sur le coup tandis que des éléments de la Mercedes (notamment le moteur, le train avant et le capot aérofrein) sont projetés dans le public, tuant plus de 80 spectateurs et faisant environ 120 blessés. Le capot aérofrein, très robuste en raison de la force aérodynamique qu'il devait absorber, est d'autant mieux catapulté qu'il était situé à l'arrière de la Mercedes. La voiture de Macklin fauche trois personnes dans sa course.
Cet événement reste à ce jour le plus grand drame de l'histoire du sport automobile.

### Après le drame

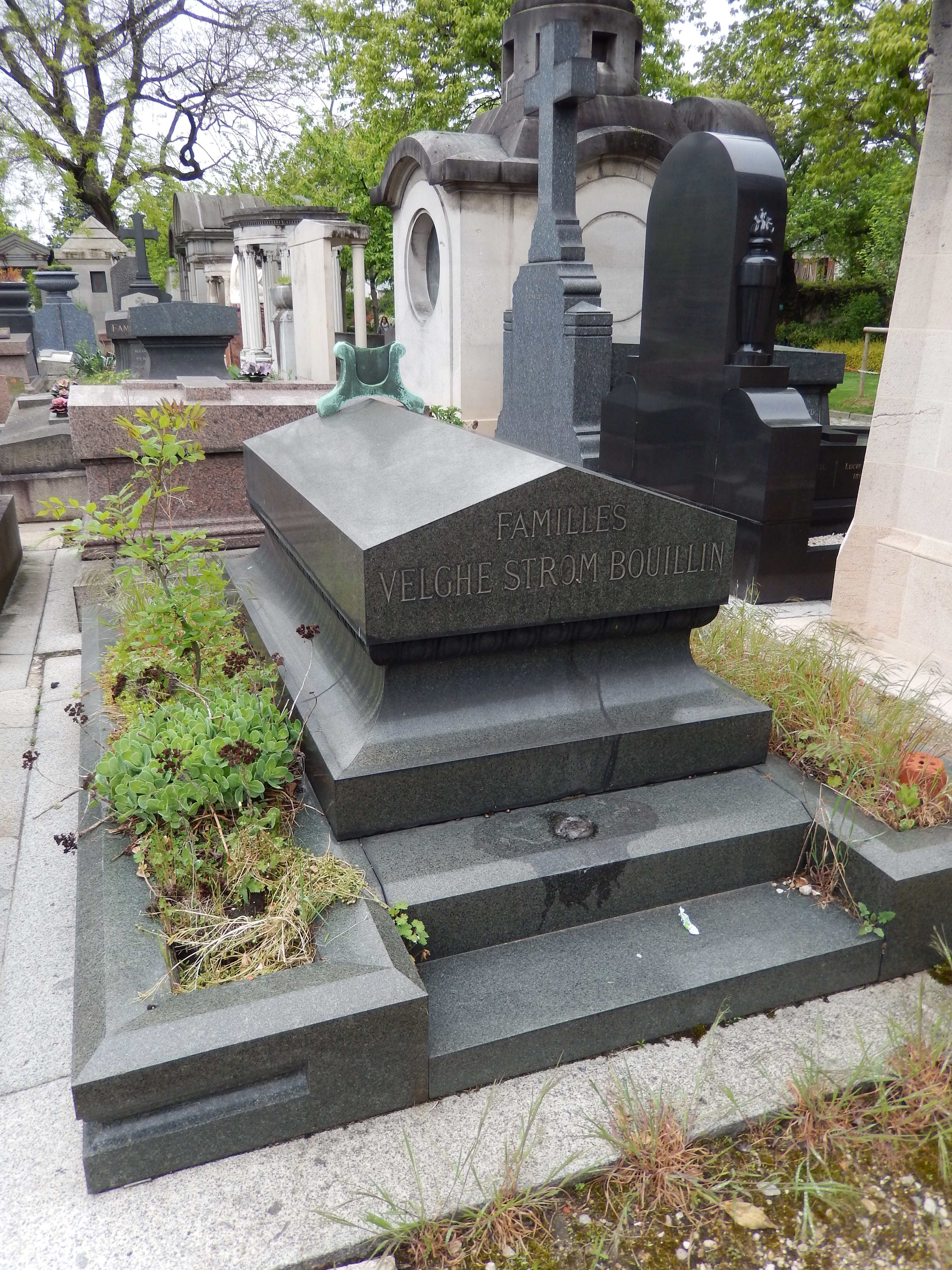
Tombe de Pierre Levegh (cimetière du Père Lachaise, division 93).

Aucune poursuite n'est retenue par la suite contre les pilotes, le drame ayant été considéré comme un fait de course causé par un enchaînement de malchances.
Depuis quelques années, de nombreux journalistes se penchent sur les responsabilités des différents protagonistes dans la catastrophe. Un documentaire de la BBC diffusé en 2010 et composé d'images prises pendant l'accident disculpe entièrement Levegh. Le journaliste Paul Skilleter déclare au sujet du documentaire : « Là où mon point de vue a changé après avoir vu le film c'est que je ne place plus aucun blâme sur Levegh, qui n'a pas eu le temps de réagir ».
L'auteur Chris Nixon écrit : « Toute suggestion que Levegh aurait pu éviter Macklin est manifestement absurde ».
L'écrivain Christopher Hilton écrit dans son livre : « En plongeant dans la mort, Pierre Levegh ignorait que les suites de l'accident tourneraient autour de sa personne. Il était une proie pour qui se souciait de désigner avant tout un coupable. Il avait 50 ans. Il était donc sujet à toutes sortes de sous entendus sur son âge trop élevé. Il était français et les Britanniques seraient peu enclins à le ménager. En plus, comme on dit, les morts ne parlent pas. Et ils ne peuvent donc pas se défendre ».
De tous les pilotes impliqués dans l'accident, le seul dont la responsabilité est controversée est Mike Hawthorn, pointé du doigt par les témoins du drame pour sa manœuvre d'entrée au stand qui, par un effet domino, entraîne l'accident. Comme pour les autres pilotes, l'enquête le mettra hors de cause, concluant à un fait de course.
Le champion argentin Juan Manuel Fangio a toujours soutenu qu'un signal de la main du Français, un moment avant qu'il ne frappe la voiture de Macklin, était l'avertissement délibéré qui lui avait sauvé la vie. Fangio, qui parvient à passer miraculeusement entre les débris, déclare « Dans un ultime geste, Pierre Levegh m'a non seulement sauvé la vie mais a évité sans doute une catastrophe encore plus terrible. » Il est communément admis que le signe de la main de Levegh à son coéquipier a été fait au secteur « Maison-Blanche » pour lui signaler qu'il ne pouvait pas doubler car la route n'était pas dégagée devant lui.
Pierre Levegh est enterré au cimetière du Père-Lachaise dans un caveau partagé avec son oncle, également pilote automobile. Une rue porte son nom dans la ville du Mans.

## Résultats aux 24 Heures du Mans
| Année | Voiture                    | Équipe             | Équipier      | Résultat        |
| ----- | -------------------------- | ------------------ | ------------- | --------------- |
| 1938  | Talbot T150C               | Jean Trévoux       | Jean Trévoux  | Abandon         |
| 1939  | Talbot-Lago SS             | Luigi Chinetti     | René Le Bègue | Abandon         |
| 1951  | Talbot-Lago                | Pierre Levegh      | René Marchand | 4e              |
| 1952  | Talbot-Lago T26 GS Spider  | Pierre Levegh      | René Marchand | Abandon         |
| 1953  | Talbot-Lago T26 GS         | Automobiles Talbot | Charles Pozzi | 8e              |
| 1954  | Talbot-Lago T26 Gran Sport | Pierre Levegh      | Lino Fayen    | Abandon         |
| 1955  | Mercedes-Benz 300 SLR      | Daimler-Benz A.G   | John Fitch    | Accident mortel |

## Résultats en championnat du monde de Formule 1
| Saison | Écurie | Châssis          | Moteur            | Pneus  | GP disputés | Points inscrits | Classement |
| ------ | ------ | ---------------- | ----------------- | ------ | ----------- | --------------- | ---------- |
| 1950   | Privée | Talbot Lago T26C | Talbot 6 en ligne | Dunlop | 3           | 0               | n.c.       |
| 1951   | Privée | Talbot Lago T26C | Talbot 6 en ligne | Dunlop | 3           | 0               | n.c.       |